# Запечена квасоля
Запечена квасоля — це страва, яка традиційно містить білу квасолю, яку проварюють, а потім запікають у соусі при низькій температурі протягом тривалого періоду. У Великій Британії страву іноді запікають, але зазвичай тушкують у соусі. Консервована запечена квасоля не випікається, а готується за допомогою парового процесу.
Запечена квасоля бере свій початок з індіанської кухні, а страва готується з квасолі, корінної до Америки. Страва була прийнята та адаптована англійськими колоністами в Новій Англії в XVII столітті, а завдяки кулінарним книгам, виданим у XIX столітті, страва поширилася в інші регіони США та Канаду. Сьогодні в районі Нової Англії Сполучених Штатів досі використовуються різноманітні місцеві бобові культури, коли готують цю страву в ресторанах або вдома, наприклад, Джейкобс кеттл, солдатська квасоля, жовтоока квасоля та морська квасоля (також відома як рідна квасоля). 
Спочатку корінні американці підсолоджували запечену квасолю кленовим сиропом — традиція, якої досі дотримуються деякі рецепти, але деякі англійські колоністи використовували коричневий цукор, починаючи з XVII століття. У XVIII столітті традиція використання меляси американського виробництва як підсолоджувач набуває дедалі більшої популярності, щоб уникнути британських податків на цукор. У бостонській запеченій квасолі використовується соус, приготований з патокою та солоною свининою, популярність якої призвела до прізвиська міста «Бінтаун».
Сьогодні запечена квасоля подається по всій території США разом з продуктами для барбекю та на пікніках. Квасоля в соусі з коричневого цукру, звичайного цукру або кукурудзяного сиропу (з помідорами або без) широко доступна по всій території Сполучених Штатів. Bush Brothers — найбільший виробник. Після американської війни за незалежність святкування Дня незалежності часто включало запечену квасолю.
Консервована запечена квасоля використовується як  напівфабрикат, а більшість комерційних консервованих запечених бобів виготовляються з квасолі або темно-синіх бобів у соусі. Їх можна їсти гарячими або холодними, і навіть прямо з банки, оскільки вони повністю приготовані. HJ Heinz розпочав виробництво консервованої квасолі в 1895 році. На початку XX століття консервована запечена квасоля здобула міжнародну популярність, особливо у Великій Британії, де консервована запечена квасоля стала загальною частиною повноцінного англійського сніданку.

## Історія комерційного виробництва та міжнародного споживання

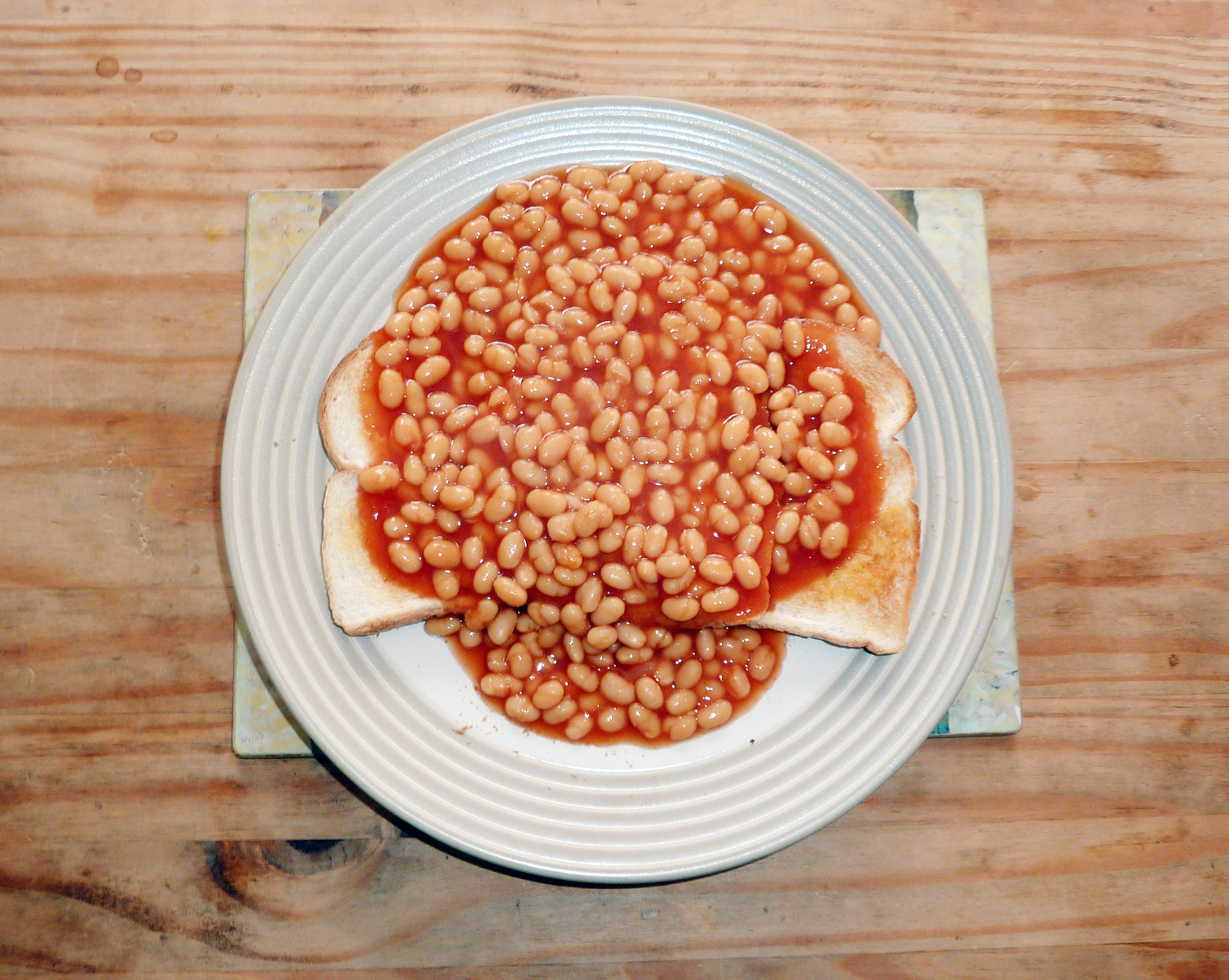
Квасоля на тості

Консервовані боби, які часто містять свинину, були одними з перших напівфабрикатів, і саме в такому вигляді вони стали експортуватися та популяризуватися американськими компаніями на міжнародному рівні на початку XX століття.  У 1996 році Адміністрація США з питань харчових продуктів та медикаментів заявила: «Покупцями загалом визнано, що позначення „квасоля зі свининою“ або „свинина та боби“ є загальною або звичайною назвою предмета торгівлі, який містить дуже мало свинини».  Свинина, що входить туди, зазвичай є шматочком солоної свинини, який додає жиру страві. Також доступна консервована запечена квасоля з невеликими свинячими ковбасками.
Перше серійне консервування запеченої квасолі в США розпочалося в 1895 році компанією HJ Heinz, що базується в штаті Пенсільванія. Вони також були першою компанією, яка продавала запечену квасолю за межами Сполучених Штатів, починаючи з продажів, обмежених виключно Fortnum &amp; Mason в 1886 році, коли виріб вважався розкішшю. Пізніше вони розширились до продажу по всій території Сполученого Королівства в 1901 році, а запечена квасоля стала стандартною частиною англійського повноцінного сніданку незабаром після цього. 
Спочатку запечена квасоля Хайнц готувалася традиційним способом для продажу в Ірландії та Великій Британії. З часом рецепт був змінений на менш солодкий томатний соус без кленового сиропу, патоки або коричневого цукру, щоб сподобатися смакам Великої Британії. Саме ця версія запеченої квасолі найчастіше використовується за межами США. Запечену квасолю зазвичай їдять на тостах або в рамках повноцінного англійського, шотландського або ірландського сніданку. 
Сьогодні запечена квасоля є основним напівфабрікатом у Великій Британії, який часто їдять як частину сучасного повноцінного англійського сніданку, особливо на грінках (так звана «квасоля на грінках»). Heinz Baked Beans залишається найбільш продаваним брендом у Великій Британії. В Америці компанія HJ Heinz Co. продовжує продавати запечену квасолю, хоча вона не завжди широко поширена, як конкуруючі американські марки. Незважаючи на свою міжнародну популярність, в даний час існують суттєві відмінності між запеченою квасолею Хайнц, виробленою на ринку Великої Британії (походить від оригінального американського рецепту), та найближчим еквівалентним американським продуктом (вегетаріанська квасоля Хайнц Преміум).
Музей досконалості запеченої квасолі — це музей, розташований у Порт-Талботі, штат Уельс, Сполучене Королівство, який присвячений запеченій квасолі.

## Виділення газів
Як відомо, запечена квасоля іноді спричинює збільшення флатуленції після споживання; це пов'язано із ферментацією полісахаридів (зокрема, олігосахаридів) флорою кишечника, зокрема «Methanobrevibacter smithii». Олігосахариди проходять через тонкий кишечник переважно неперетравленими; дійшовши до товстого кишечника, вони перетравлюються бактеріями, виробляючи газ.

## Дивіться також
- Кассуле
- Список страв з бобових
- Список страв з тостів
- Свинина та квасоля
- Смажена квасоля
- Тавче гравче, традиційна македонська страва